# Usnea subalpina
Usnea subalpina är en lavart som beskrevs av G. N. Stevens. Usnea subalpina ingår i släktet Usnea och familjen Parmeliaceae.   Inga underarter finns listade i Catalogue of Life.